# Juliusz Machulski
Juliusz Jan Machulski (ur. 10 marca 1955 w Olsztynie) – polski reżyser, producent filmowy, aktor, scenarzysta i dramaturg. Założyciel Studia Filmowego „Zebra” (1988).

## Życiorys
W 1973 ukończył VII Liceum Ogólnokształcące im. Juliusza Słowackiego w Warszawie. Przez rok studiował na Wydziale Filologii Polskiej Uniwersytetu Warszawskiego, a w latach 1974–1978 uczył się na Wydziale Reżyserii Filmowej w PWSFTviT w Łodzi; dyplom ukończenia tej uczelni uzyskał w 1980. W trakcie studiów zagrał w filmie Krzysztofa Kieślowskiego Personel (1975) i nakręcił etiudę kryminalną Gorączka mleka.
Jako reżyser filmowy zadebiutował filmem telewizyjnym Bezpośrednie połączenie, który zrealizował w ramach cyklu Sytuacje rodzinne. W kinie zadebiutował jako reżyser filmu kryminalnego Vabank (1981), który osiągnął sukces kasowy i przyniósł Machulskiemu m.in. nagrodę Złotej Laseczki Chaplina na festiwalu filmów komediowych w Vevey. Dużą popularnością zyskał również dzięki komedii fantastycznonaukowej Seksmisja (1983) o mężczyznach poddanych hibernacji (Olgierd Łukaszewicz, Jerzy Stuhr), którzy budzą się w totalitarnym świecie pozbawionym mężczyzn.
W latach 80. nakręcił Vabank II, czyli riposta (1984) i komedię baśniową Kingsajz (1987). Następnie wyreżyserował pastisz kina gansgterskiego Deja vu (1990) o amerykańskim płatnym zabójcy (Jerzy Stuhr), który w latach 20. XX wieku wyrusza do Odessy w celu wykonania wyroku mafii na zbiegłym gangsterze. Machulski sparodiował w Deja vu kino radzieckie spod znaku Siergieja Eisensteina.
Po transformacji ustrojowej zwrócił się ku komediom sensacyjnym, nakręcił filmu: V.I.P. (1991) o kompozytorze uwikłanym w aferę przemytniczą, Girl Guide (1995) o angliście (Paweł Kukiz) wplątanym w sensacyjno-kryminalną intrygę oraz Kilera (1997) i Kiler-ów 2-óch (1999) o taksówkarzu (Cezary Pazura) omyłkowo wziętym za płatnego mordercę. Próbę zmiany tonu na poważniejszy podjął filmem historycznym Szwadron (1992) o rosyjskim oficerze tłumiącym powstanie styczniowe, jednak produkcja nie została życzliwie przyjęta przez widownię. Dopiero przemontowana i skrócona wersja filmu zebrała lepsze recenzje.
Po nakręceniu komedii Pieniądze to nie wszystko (2001), będącej odpowiedzią na dokumentalną Arizonę (1996) Ewy Borzęckiej, i Superprodukcję (2002) o krytyku filmowym (Rafał Królikowski) zmuszonym przez gangstera do nakręcenia filmu promującego jego żonę, zwrócił się ponownie ku konwencji kina kryminalnego. Wyreżyserował ciepło przyjęty film Vinci (2004) o włamywaczach planujących kradzież Damy z łasiczką Leonarda da Vinci z Muzeum Czartoryskich w Krakowie. Następnie nakręcił filmy: Ile waży koń trojański? (2008) o podróży w czasie do schyłkowego okresu PRL-u, Kołysanka (2010) – parodię wampirycznych horrorów, AmbaSSada (2013) o hipotetycznym zamachu na życie Adolfa Hitlera i Volta (2017).
W 2012 wydał zbiór felietonów pt. „Hitman”, w których opowiedział historie ze swojego życia. W maju 2023 wydał swoją debiutancką powieść pt. „Wisząca Małpa”.
10 grudnia 1998 odsłonięto jego gwiazdę w Alei Gwiazd na ulicy Piotrkowskiej w Łodzi. W 2005 został odznaczony Srebrnym Medalem „Zasłużony Kulturze Gloria Artis”, a w 2014 – Krzyżem Oficerskim Orderu Odrodzenia Polski. W 2015 odznaczony Medalem Uznania Fundacji Kościuszkowskiej (USA), a w 2022 został honorowym obywatelem Lublina.
Od 1997 zasiada w Europejskiej Akademii Filmowej. W październiku 2011 został powołany do Rady Polskiego Instytutu Sztuki Filmowej.

## Życie prywatne
Jest synem aktorów, Haliny i Jana Machulskich.
Był żonaty z aktorkami: Bożeną Stryjkówną i Lizą Machulską, następnie poślubił kostiumolożkę Ewę Machulską. Jego przyrodnim bratem jest Wojciech (ur. 2003), rzecznik partii Nowa Nadzieja. 

## Reżyseria
Źródło:

### Filmy

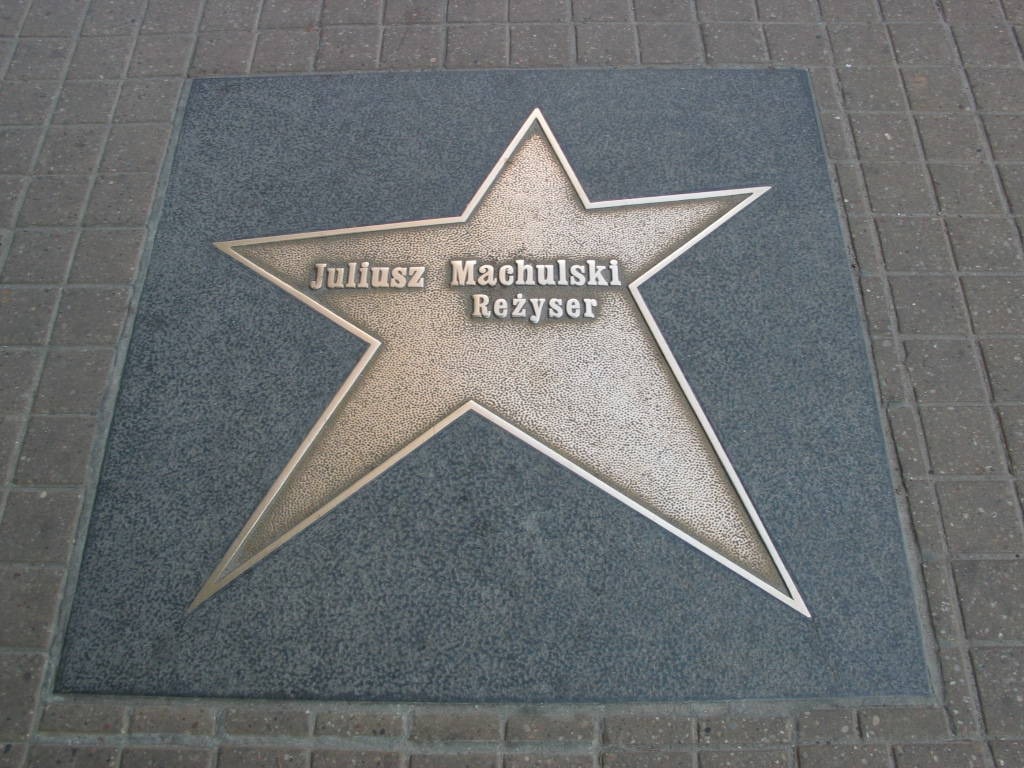
Gwiazda w Alei Gwiazd w Łodzi

- 1979: Bezpośrednie połączenie (film telewizyjny)
- 1981: Vabank
- 1984: Seksmisja
- 1985: Vabank II, czyli riposta
- 1988: Kingsajz
- 1990: Deja vu
- 1991: V.I.P.
- 1992: Szwadron
- 1995: Girl Guide
- 1997: Kiler
- 1999: Kiler-ów 2-óch
- 2001: Pieniądze to nie wszystko
- 2002: Superprodukcja
- 2004: Vinci
- 2005: Solidarność, Solidarność... (nowelowy film telewizyjny, reżyseria noweli „Sushi”)
- 2008: Ile waży koń trojański?
- 2010: Kołysanka
- 2013: AmbaSSada
- 2017: Volta
- 2025: Vinci 2

### Seriale
- 1996-1998: Matki, żony i kochanki
- 2020: Mały zgon

### Teatr Telewizji
- 1995: Jury (także autor sztuki)
- 1996: Komedia amerykańska (autor – Adolf Nowaczyński)
- 1999: Od czasu do czasu (autor – Alan Ayckbourn)
- 2003: 19. Południk (także autor sztuki)
- 2009: Przerwanie działań wojennych (także autor sztuki)
- 2012: Next-ex (także autor sztuki)
- 2014: Brancz (także autor sztuki)
- 2013: Matka brata mojego syna (także autor sztuki)
- 2015: Rybka canero (także autor sztuki)

## Produkcja
Źródło:
- 1991: Kuchnia polska (serial TV)
- 1991: Kroll
- 1991: V.I.P.
- 1991: Kuchnia polska
- 1992: Psy
- 1992: 1968. Szczęśliwego Nowego Roku
- 1992: Szwadron
- 1997: Dzieci i ryby
- 1997: Historie miłosne
- 1997: Kiler
- 1997: Bracia Witmanowie
- 1999: Dług
- 1999: Kiler-ów 2-óch
- 1999: Tydzień z życia mężczyzny
- 2001: Cisza
- 2001: Pieniądze to nie wszystko
- 2002: Dzień świra
- 2002: Superprodukcja
- 2003: Pogoda na jutro
- 2004: Mój Nikifor
- 2004: Vinci
- 2004: Czwarta władza
- 2005: Kochankowie Roku Tygrysa
- 2006: Plac Zbawiciela
- 2006: Palimpsest
- 2006: Czeka na nas świat
- 2007: Korowód
- 2007: Hania
- 2007: Wszystko będzie dobrze
- 2008: Ile waży koń trojański?
- 2009: Ostatnia akcja
- 2010: Kołysanka
- 2010: Projekt dziecko, czyli ojciec potrzebny od zaraz
- 2010: Zwerbowana miłość
- 2011: Uwikłanie
- 2011: W ciemności
- 2013: AmbaSSada
- 2013: Bilet na Księżyc
- 2017: Bikini Blue
- 2017: Volta
- 2020: Mały zgon (serial TV)

## Obsada
Źródło:
- 1974: Najważniejszy dzień życia – inżynier Urban Budny w młodości (odc. 7)
- 1975: Personel – Romek Januchta
- 1977: Indeks – uczeń Monety
- 1979: Lekcja martwego języka – Moszko, strażnik jeńców
- 1980: Królowa Bona – dworzanin księżnej Anny Mazowieckiej (odc. 3)
- 1980: W biały dzień – kinooperator
- 1980: Constans – kolega Witolda z pracy
- 1981: Vabank – policjant na posterunku: po aresztowaniu Szpulskiego oraz przy pobieraniu odcisków palców
- 1983: Seksmisja – fotoreporter na konferencji przed hibernacją
- 1987: Zabij mnie glino – doktor Chrzanowski
- 1987: Kingsajz – pasażer w przedziale restauracyjnym pociągu
- 1995: Matki, żony i kochanki – reżyser Julek
- 1999: Kiler-ów 2-óch – mężczyzna na Okęciu czekający na Barry’ego Sonnenfelda
- 2002: Superprodukcja
- 2009: Rewizyta – kolega Witolda z pracy (w zdjęciach z filmu Constans)
- 2013: AmbaSSada jako mężczyzna wysiadający z taksówki

## Nagrody
- 1981 – „Brązowe Lwy Gdańskie” za najlepszy debiut reżyserski za Vabank na FPFF
- 1984 – Nagroda Główna „Srebrne Lwy Gdańskie” za Seksmisję na FPFF
- 1984 – „Złoty Talar” za Seksmisję
- 1985 – „Złota Kaczka” za Seksmisję
- 1995 – Grand Prix „Złote Lwy” za Girl Guide na FPFF
- 1998 – „Złota Kaczka” za Kilera
- 1999 – „Złote Lwy” dla producenta najlepszego filmu Dług na FPFF
- 1999 – „Złoty Granat” za Kiler-ów 2-óch na Festiwalu Filmów Komediowych w Lubomierzu
- 2002 – „Złote Lwy” dla producenta najlepszego filmu za Dzień świra na FPFF
- 2003 – „Złoty Granat” za Superprodukcję na Festiwalu Filmów Komediowych w Lubomierzu
- 2004 – Nagroda za scenariusz Vinci na FPFF
- 2006 – „Złote Lwy” dla producenta najlepszego filmu Plac Zbawiciela